# Ferrari 641
El Ferrari 641 (también conocido como Ferrari F1-90) fue un monoplaza de Fórmula 1 con el que compitió el equipo Ferrari en la temporada 1990.

## Temporada 1990
El 641 era una versión desarrollada de su predecesor, el Ferrari 640 de 1989, diseñado por John Barnard y Enrique Scalabroni. El diseño actualizado de 641 fue supervisado por el exdiseñador de McLaren Steve Nichols luego de que Barnard dejara Ferrari para unirse al equipo de Benetton. El coche fue propulsado por un motor V12 de 3.5 litros, primero con el Tipo 036, y más tarde en San Marino con el 037 actualizado. El V12 tenía una potencia de 680 bhp (507 kW; 689 PS), solo ligeramente por debajo de los 690 bhp (Motores Honda V10 de 515 kW y 700 CV utilizados por McLaren).
El coche obtuvo 6 victorias en la temporada 1990 (Prost gana 5 y Mansell gana 1). Al incorporar la caja de cambios semiautomática desarrollada durante la temporada anterior, se vio que el monoplaza era técnicamente avanzado. La aerodinámica se modificó y el chasis recibió una distancia entre ejes ligeramente más larga que su predecesor. El gran golpe de Ferrari fue la firma del actual campeón mundial Alain Prost de McLaren para asociarse con Nigel Mansell. Como tal, Nichols diseñó el monoplaza con el estilo de conducción suave del francés en mente. Se probó un sistema de trompeta de admisión variable en el motor durante toda la temporada, pero no se convirtió en un equipo estándar.

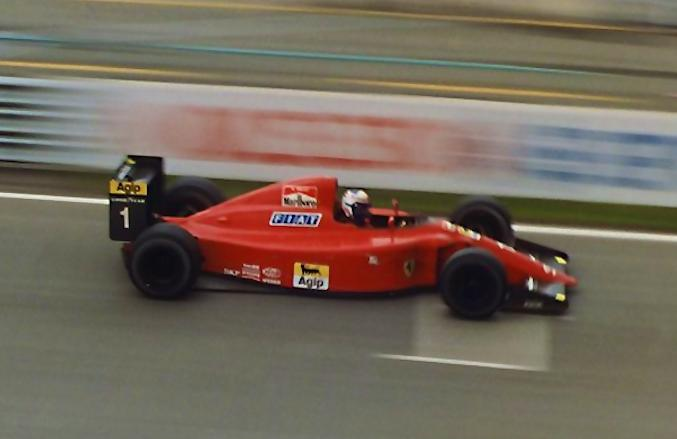
Alain Prost conduciendo el 641 en el Gran Premio de Canadá de 1990.

Alain Prost trabajó duro para mejorar la fiabilidad de la caja de cambios y también trabajó entre bastidores para acercar a todo el equipo Ferrari. El trabajo de desarrollo del francés ayudó a que el chasis 641 fuera extremadamente rápido y competitivo, y anotó cinco victorias, incluyendo una notable victoria desde la posición 13 en la parrilla en México, y desafió a su némesis Ayrton Senna para el campeonato. Aunque el coche ocasionalmente tuvo problemas en la calificación, parecía tener ventaja en McLaren en el ajuste de carrera, particularmente en circuitos de alta velocidad. Sin embargo, la famosa colisión entre los dos pilotos en el Gran Premio de Japón selló el Campeonato de Pilotos para el brasileño y el Campeonato de Constructores para el equipo británico. Prost terminó segundo en el campeonato y Mansell terminó quinto y anotó 1 victoria, incluyendo una excelente actuación en su última carrera para Ferrari en Australia, donde terminó segundo y casi gana esa carrera de Nelson Piquet y su Benetton-Ford. Pasarían otros siete años antes de que Ferrari desafiara nuevamente cualquier campeonato.

## Resultados

### Fórmula 1
(Clave) (negrita indica pole position) (cursiva indica vuelta rápida)

| Año     | Motor                     | Neu. | N.º | Pilotos       | 1   | 2   | 3   | 4   | 5   | 6   | 7   | 8   | 9   | 10  | 11  | 12  | 13  | 14  | 15  | 16  | Puntos | Pos. |
| ------- | ------------------------- | ---- | --- | ------------- | --- | --- | --- | --- | --- | --- | --- | --- | --- | --- | --- | --- | --- | --- | --- | --- | ------ | ---- |
| 1990    | Tipo 036 V12 Tipo 037 V12 | G    |     |               | USA | BRA | SMR | MON | CAN | MEX | FRA | GBR | GER | HUN | BEL | ITA | POR | ESP | JPN | AUS | 150    | 1º   |
| 1990    | Tipo 036 V12 Tipo 037 V12 | G    | 1   | Alain Prost   | Ret | 1   | 4   | Ret | 5   | 1   | 1   | 1   | 4   | Ret | 2   | 2   | 3   | 1   | Ret | 3   | 150    | 1º   |
| 1990    | Tipo 036 V12 Tipo 037 V12 | G    | 2   | Nigel Mansell | Ret | 4   | Ret | Ret | 3   | 2   | 18  | Ret | Ret | 17  | Ret | 4   | 1   | 2   | Ret | 2   | 150    | 1º   |
| Fuente: |                           |      |     |               |     |     |     |     |     |     |     |     |     |     |     |     |     |     |     |     |        |      |

## Apariciones en los videojuegos
El Ferrari 641 apareció en videojuegos como Real Racing 3, Forza Motorsport 6, Forza Motorsport 7, Test Drive: Ferrari Racing Legends, F1 2017, F1 2018, F1 2019, F1 2020 y también apareció en la portada de la versión de Nintendo NES de F-1 Hero MD (exportado fuera de Japón como Ferrari Grand Prix Challenge).